# Thiago Cionek
Thiago Rangel Cionek (n. Curitiba, 21 d'abril de 1986) és un futbolista brasiler, nacionalitzat polonès. Juga com a defensor.

## Clubs
| Club                         | País     | Any       |
| ---------------------------- | -------- | --------- |
| Cuiabá                       | Brasil   | 2005-2006 |
| Bragança                     | Portugal | 2007      |
| CRB                          | Brasil   | 2007-2008 |
| Jagiellonia Białystok        | Polònia  | 2008-2012 |
| Calcio Padova                | Itàlia   | 2012-2014 |
| Modena Football Club (cedit) | Itàlia   | 2013-2014 |
| Modena Football Club         | Itàlia   | 2014-2015 |
| US Palerm                    | Itàlia   | 2016–     |

## Palmarès

### Campionats nacionals
| Títol              | Club                  | País    | Any     |
| ------------------ | --------------------- | ------- | ------- |
| Copa de Polònia    | Jagiellonia Białystok | Polònia | 2009/10 |
| Supercopa polonesa | Jagiellonia Białystok | Polònia | 2010    |